# Črešnjevec
Črešnjevec est un village de la municipalité de Tuhelj (comitat de Krapina-Zagorje) en Croatie. Au recensement de 2011, le village comptait 224 habitants.